# Illice griseola
Illice griseola är en fjärilsart som beskrevs av Rothschild 1913. Illice griseola ingår i släktet Illice och familjen björnspinnare. Inga underarter finns listade i Catalogue of Life.